# Delia nemostylata
Delia nemostylata är en tvåvingeart som beskrevs av Deng och Li 1984. Delia nemostylata ingår i släktet Delia och familjen blomsterflugor. Inga underarter finns listade i Catalogue of Life.